# 1600 Vyssotsky
1600 Vyssotsky је астероид са средњом удаљеношћу од Сунца која износи 1,848 астрономских јединица (АЈ).
Апсолутна магнитуда астероида је 11,9.